# Воротар

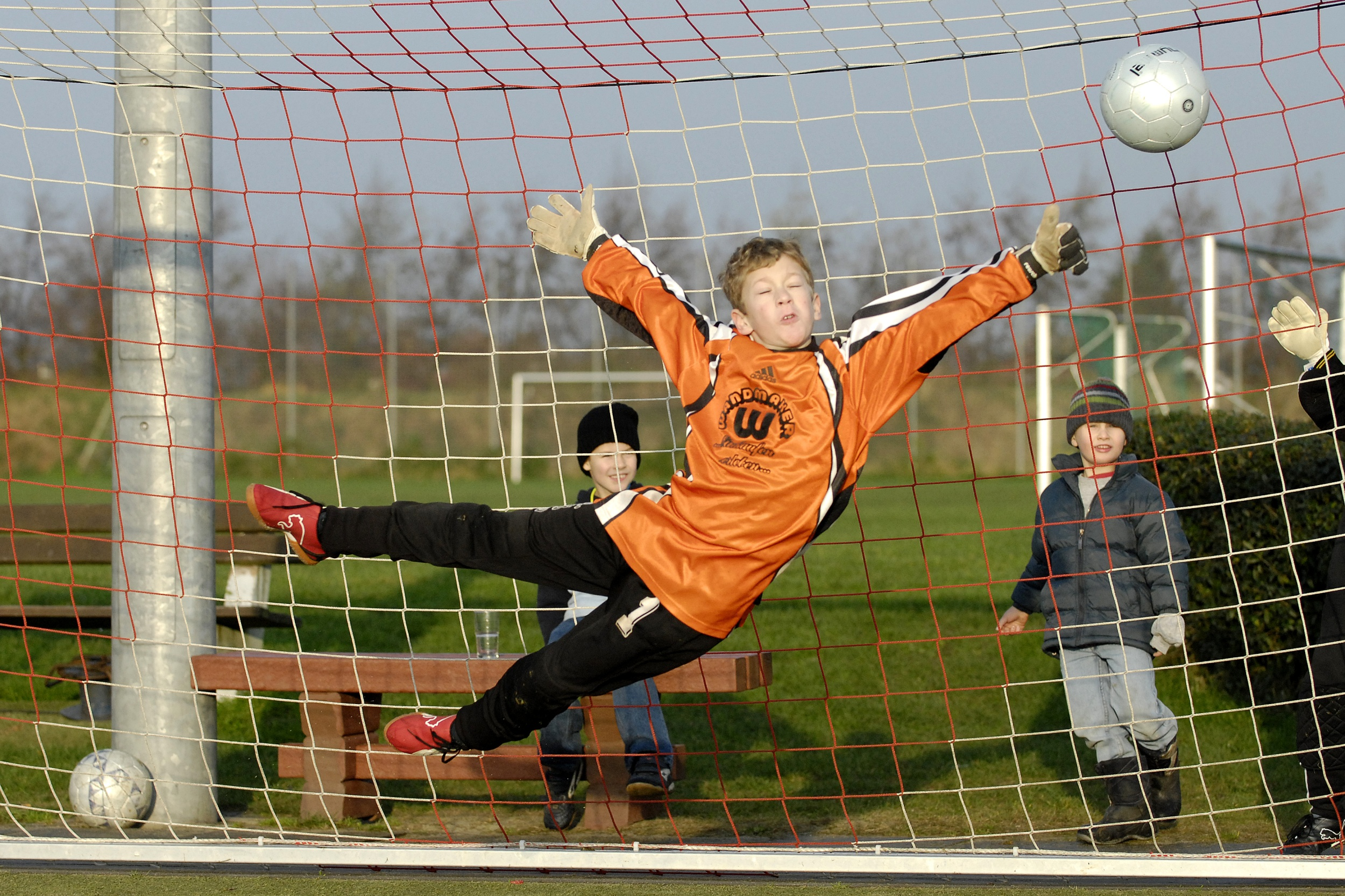

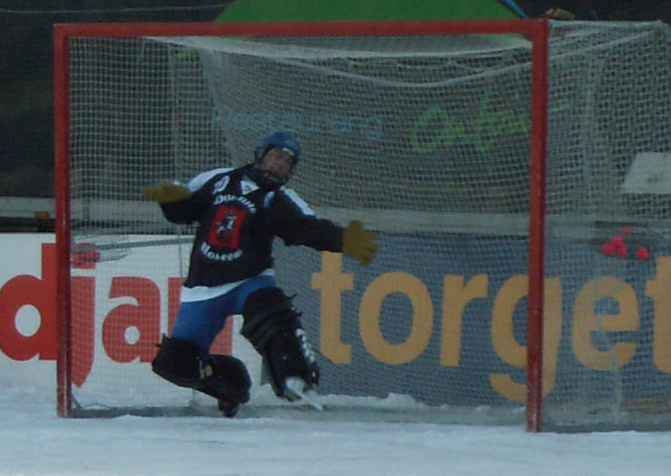
Хокей з м'ячем

Воротар або голкіпер — гравець у деяких командних ігрових видах спорту, завдання якого — охороняти ворота.

## Сутність статусу
Здебільшого воротарі грають за правилами, відмінними від правил, які діють для інших гравців. У футболі воротар має право грати руками в межах штрафного майданчика і є недоторканною особою в межах воротарського майданчика. У хокеї з шайбою воротарі мають більші за площею поверхні ключки і можуть ловити шайбу спеціальною пасткою. У гандболі воротар — єдиний гравець, що може грати всередині захисної зони.

## Різновиди
У багатьох видах спорту, як, наприклад, у хокеї з шайбою, хокеї з м'ячем, хокеї на траві воротарі одягають спеціальні захисні щитки й маски.